# Седі Томпсон (фільм)
«Седі Томпсон» (англ. Sadie Thompson) — американська драма режисера Рауля Волша 1928 року. За п'єсою В.Сомерсета Моема «Дощ». Фільм був номінований на дві премії «Оскар»: найкраща жіноча роль і найкраща операторська робота.

## Сюжет
Повія Седі Томпсон приїжджає на острів Паго-Паго, щоб почати нове життя, але з попередньою роботою. Намагаючись спокусити всіма шанованого проповідника Альфреда Девідсона, вона зустрічає різку відсіч релігійного фанатика, який засуджує її спосіб життя. Він вимагає, щоб вона повернулася назад в Сан-Франциско і не розбещувала місцевих чоловіків. Маючи вплив у муніципалітеті, місіонер робить все можливе, щоб ця розпусниця була швидко вислана з острова. Але в дівчину закохується сержант Тім О'Хара, який має намір зробити все для її морального порятунку.

## У ролях
- Лайонел Беррімор — Альфред Девідсон
- Бланш Фредерічі — місіс Альфред Девідсон
- Чарльз Лейн — доктор Ангус МакФейл
- Флоренс Мідглі — місіс Ангус МакФейл
- Джеймс Маркус — Джо Хорн, трейдер
- Софія Ортега — Аміна
- Вілл Стентон — квартирмейстер Бейтс
- Рауль Волш — сержант Тімоті «Тім» О'Хара
- Глорія Суонсон — Седі Томпсон